# الدوري السوفيتي الممتاز لكرة القدم 1984
الدوري السوفيتي الممتاز لكرة القدم 1984 هو موسم من الدوري السوفيتي الممتاز لكرة القدم. أقيم خلال الفترة 12 مارس 1984 وحتى 21 نوفمبر 1984، وأشرف على تنظيمه الاتحاد السوفيتي لكرة القدم، وكان عدد الأندية المشاركة فيه 18، وفاز فيه زينيت سانت بطرسبرغ.